# Acacia araneosa
Acacia araneosa är en ärtväxtart som beskrevs av Whibley. Acacia araneosa ingår i släktet akacior, och familjen ärtväxter. Inga underarter finns listade i Catalogue of Life.